# Павел Делирадев
 Тази статия е за революционера.  За хижата вижте Павел Делирадев (хижа).  
Павел Димитров Делирадев с псевдоними В. Осински, Дальний, П. Богданов е български учен, общественик и публицист, деец на лявото крило на Вътрешната македоно-одринска революционна организация. След Деветосептемврийския преврат от 1944 година е в ръководството на Македонския научен институт.

## Биография

### Политическа дейност
Роден е в Панагюрище през 1879 г., в семейството на Неда Богданова и опълченеца Димитър Делирадев. Завършва панагюрското четирикласно училище. През есента на 1894 г. става учител в с. Кованлък, Ихтиманско. Там се запознава със социалиста Петър Орловски, който го въвежда в идеологията на учредената през 1891 г. от Димитър Благоев партия. През 1896 г. се записва в Столарското техническо училище в Русе. В средата на юли 1898 г. тръгва пеш от Русе за Ямбол, за да участва в петия конгрес на БРСДП. На връщане, отново пеш, заболява от тиф и едва се добира до Русе. Шест месеца е прикован на легло в болница. Лекарите даже изготвят предварително смъртния му акт. Все пак оживява, но получава парализа на краката и лекарският консулт го изписва с убеждението, че ще остане инвалид за цял живот. С огромно усилие на волята успява да възвърне способността си да ходи и решава да се върне пеш в Панагюрище. Завръщайки се в града, открива своя дърводелска работилница. Основател е на социалистическите организации в Панагюрище и Русе. През 1899 г. е избран за председател на панагюрското читалище „Виделина“.
За да продължи образованието си, Делиррадев се премества в София, където слуша лекции в Софийския университет по политическа икономия, философия, конституционно право и география. През 1903 г. основава Общ работнически синдикален съюз. Един от основателите е на Ючбунарската организация на БРСДП (тесни социалисти) в София. За кратко живее в Одеса. Работи като редактор в различни леви издания, публикува статии за Руската революция от 1905 г. През 1905 г. няколко месеца е в румънски затвор за връзки с ръководителите на бунта на руския броненосец „Потьомкин“. В 1905 г., заедно с Георги Бакалов и Никола Харлаков, Павел Делирадев е изключен от БРСДП (т.с.) като „анархолиберал“. Влиза в съюза „Пролетарий“, който през 1908 г. се влива обратно в БРСДП (т.с.). В края на 1906 г. активно се включва в железничарската стачка, като по същото време е редактор на вестниците „Стрелочник“ и „Железничарска борба“.

### Революционна дейност
Делирадев се включва в националноосвободителните борби на македонските българи през 1907 г. Той е секретар на четата на Яне Сандански, близък приятел с Павел Шатев и идеолог на лявото крило на ВМОРО. През май 1908 г. присъства като делегат на общия конгрес на левицата в Банско. На този конгрес Делирадев изнася основния доклад, с който се прокарва идеята за Балканска федерация. По това време вече е войвода на самостоятелна чета. Заедно с Харлаков и Ангел Томов издава списание „Начало“ първо в София, а после в Солун.
След обявяването на Младотурската революция пише манифеста „Към всички народности в империята“, публикуван от федералистите след легализирането им. Участва в създаването на Народната федеративна партия, изработва нейния устав и програма. Помага на младотурците при контрапреврата на султан Абдул Хамид II, като участва в Похода към Цариград. Редактира партийния печатен орган вестник „Народна воля“ (1909 – 1910 г.). През 1910 г. заедно с Михаил Герджиков издава брошурата „Война или революция“, в която се обявява против войната, стоейки на позициите на тогавашната европейска социалдемокрация. Мобилизиран е и участва във войните за национално обединение, но развива междувременно антивоенна агитация и пропагандира идеята за Балканска федерация. Намира време да публикува през 1914 г. книгите „Българските патриоти през освободителната война“ и „Балканските войни и българският погром. Причини, развитие и последици“. Демонстративният му отказ да се закълне във вярност към новия български цар Борис III през 1918 г. го довежда до процес.
Последва затишие на неговите прояви, продължило няколко години, през които той очевидно преосмисля цялата си дейност дотогава. След този повратен момент излиза от обществено-политическия живот и продължава в научноизследователската сфера, където работи да края на живота си.

### Научна и изследователска дейност
След войните е един от най-дейните организатори на туризма в България. Един от основателите на пещерното дело в България. Същата година е инициатор за учредяването на Българското пещерно дружество, което също оглавява и ръководи до края на живота си. Първото зимно изкачване на Мусала е станало на 8 април 1923 г. от група софийски туристи, водени от Павел Делирадев и Пейо Пеев. Делирадев е и първият планинар, който изминава билото на Стара планина Ком - Емине. Това той прави през 1933 г., когато е на 54 години, като за тридесет дни изминава повече от 700-те километра до Черно море. Популярността му на учен е толкова висока, че дори цар Борис III, пред когото изпада в немилост през 20-те години, подписва през 30-те години указ за награждаването му с орден „Св. Александър“ I ст., както и сребърен Медал за наука и изкуство. През 1931 г. постъпва в Българския планинарски клуб, който е създаден през 1929 г., и става негов председател.
През 1940 г. Делирадев открива и публикува турски регистър за данъци от джамията на султан Мурад II в Одрин, съдържащ ценни исторически данни за българските земи през XVII век. Издава „Застрахователен вестник“ заедно със Злати Чолаков.
Има научни приноси в географията, геологията, историята, медицината, биологията и др. Автор е на над 50 книги научна, научно-популярна и художествено-пътеводна литература, 15 обществено-политически брошури и над 2500 статии. Редактира няколко вестника и списания и е техен сътрудник. Делирадев е автор на няколко научнопопулярни книги за българските планини – „Витоша“ (1926), „Осогово“ (1927), „Рила“ (в два тома, 1928, 1932), „Родопите“ (1937) и др., на трудове с историко-етнографски характер като „Принос към историческата география на Тракия“ (в два тома, 1953), на много статии.
Павел Делирадев научно обосновава границата между планините Рила и Родопи, което е отразено в учебниците по география през 1946 г. Определя границите между Средна, Източна и Югозападна Рила. Пак в Рила поправя множество грешки в наименованията на географските местности и определя точните местонахождения на върхове, езера и ридове. След шестмесечен престой в планината изготвя първата подробна топографска карта през 1939 г. Негова е идеята за наименоване на безименния връх от Мусаленския циркус с името на Алеко Константинов.
За биологията открива червеното водорасло, оцветяващо снежните преспи през пролетта. За геологията изследва следи от терциерни пясъчници и конгломерати в Лакатишка Рила. Той има принос в откриването на причинителите на ендемичната гуша, която се среща сред населенито на планинските територии и с това получава известност в страната и чужбина. Специалисти и учени се интересуват от откритието и се обръщат към него за подробности. Научните му интереси са енциклопедични, с особено внимание изследва гушата и хематурията (Веселинова, 2021).
През 1947 г. участва в саморазтурването на Македонския научен институт. През същата година е председател на комисия за установяване на пътя, по който е минала Ботевата чета, с цел определяне на маршрут за туристическия поход „Козлодуй – Околчица“, започнал през същата година и станал традиционен. На него е наименована хижа, разположена в Средна гора до Панагюрски колонии. Намира се на обширната билна поляна Манзул. Лауреат е на Димитровска награда през 1950 г.